# 親指
親指（おやゆび）は、手の場合は掌を地面に向けたときに、足の場合は直立したときに、一番内側に位置する指。一般的に指の中で一番太い。
和語ではお父さん指、大指、医学用語では第一指、母指、拇指、漢語では母指、拇指、巨指、巨擘（きょはく）、擘指（はくし）との呼び方がある。
人間の手の親指は、他の4本の指と向き合う方向にあることが特徴であり、これにより、人間は器用にものを「掴む」「摘む」ことができる。
英語圏では親指以外を finger、親指を thumb と呼ぶことからも、親指を日本語で言う「指」とは認識していないことが分かる。ただし、Oxford Lerners Dictionaries では thumb を the short, thick finger at the side of the hand, slightly apart from the other four (手の側面に、他の四本から少し離れてある短く太い指（finger)）と、finger の一つとして説明している。英語の finger と語源を同じくするドイツ語の Finger はドイツ語辞典のDudenに eines der fünf beweglichen Glieder der Hand bei Menschen und Affen （人と猿の手にある5つの運動器の一つひとつ）とあるように、親指を含む。
人間以外にものを掴むことができる動物としては、猿の仲間やジャイアントパンダがあるが、ジャイアントパンダの親指に見える部分は、掌の突起が発達したものであり、指ではない。
また、イヌ科の後肢のように退化して親指が消滅してしまったものもあるが、レントゲン写真などを見るとその骨格ははっきりと残っている。ちなみに前肢の親指（狼爪）は現在もほとんどのイヌ科では残っているが、移動などに際して親指を地面に着けることはなく、ぷらぷらとぶらさがっている状態である。

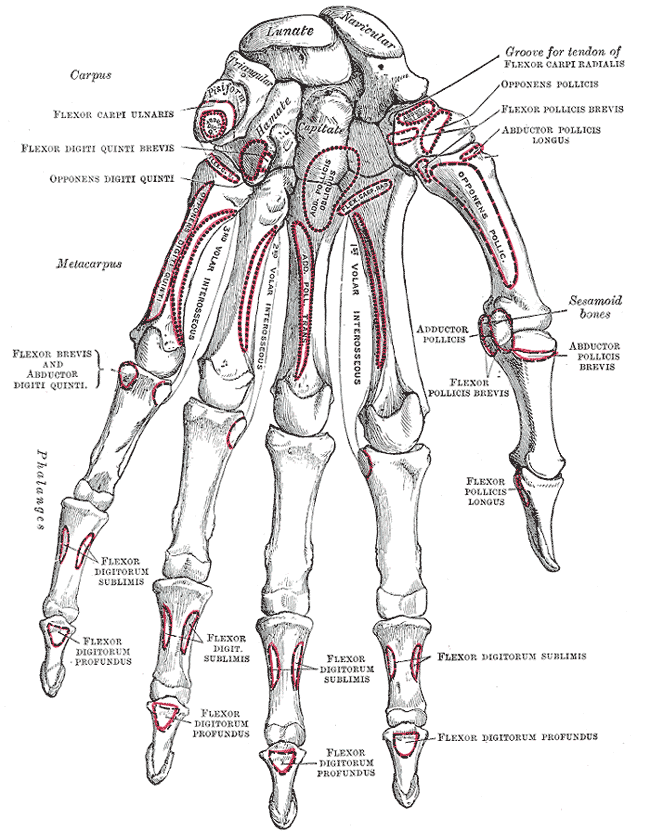
指の骨格（右端が母指）

## 構造
指は爪が付属する末節骨、中節骨、基節骨という3つの指節骨からなるが、母指は他の指とは異なり2つの指節骨しか持たない(英語で親指を"finger"の内に分類しないのはそうしたところからである)。指節骨はいわゆる手のひら内部の中手骨に接続し、手根骨に至る。指節骨の関節はすべて蝶番関節である。したがって自由度は1である。しかしながら、手根骨中手骨間の関節（手根中手関節）は、鞍関節であり、鞍同士がすり合わさったような形をしている。したがって関節の自由度は2である。このため、母指端を使って円を描くような動きを与えられる。他の指は完全な鞍関節ではなく、中手骨同士の関節を含むため、このような動きは母指がもっとも得意とする。

## 意味

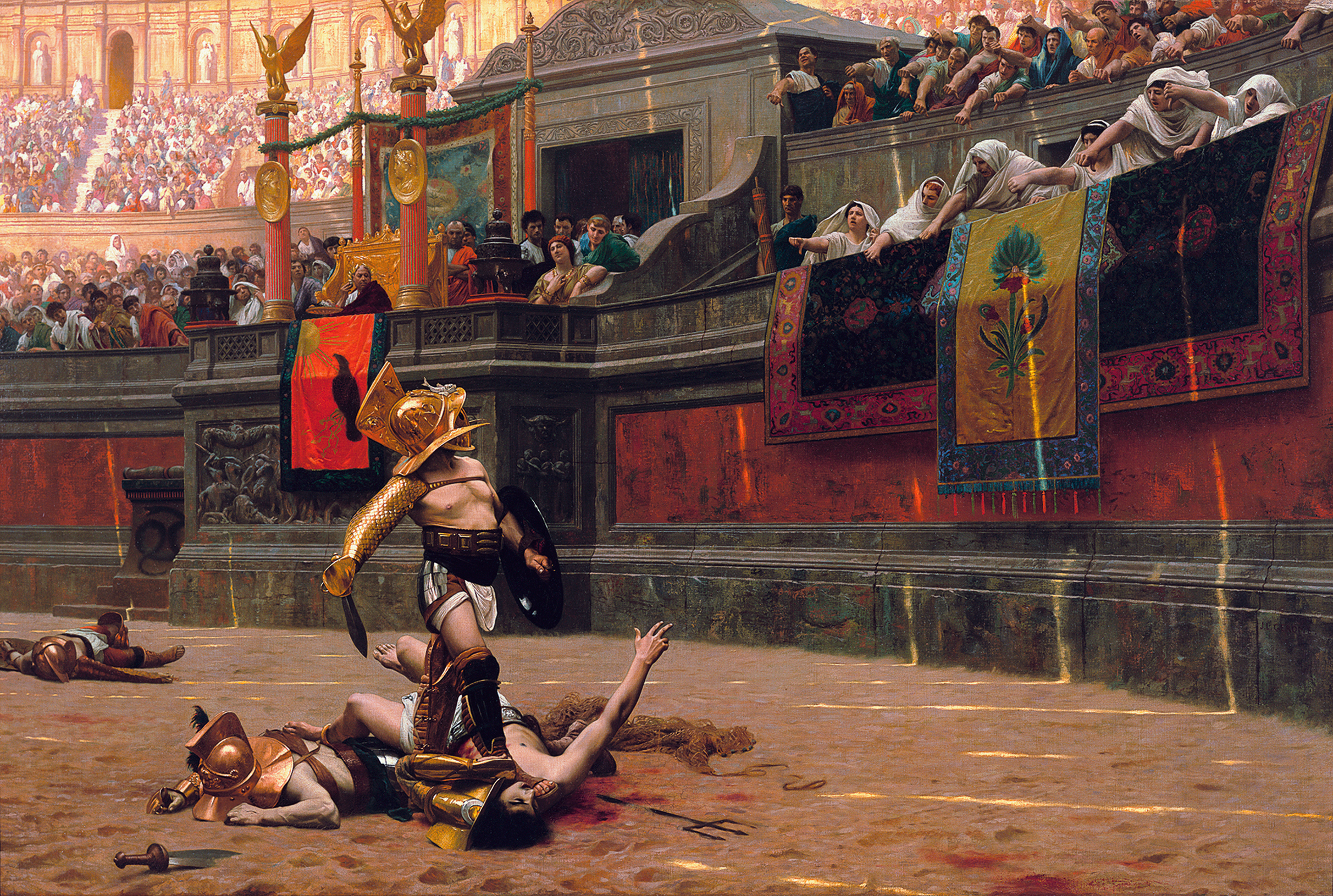
ジャン＝レオン・ジェローム『Pollice Verso〈指し降ろされた親指〉』

西洋文化では親指以外の指を握り、親指を上へ向けてのばす動作は良い状態、あるいは肯定を表す（サムズアップ）。そのまま親指を下へ向けると、否定、もしくは「死」を表す。
一説には古代ローマの剣闘士における生死をかけた真剣勝負に負けた側の処遇を指示する仕草に由来し、健闘むなしく負けた剣士には賛辞と慈悲の助命としてサムズアップを、卑劣な戦いや臆病な行動に対する不満には親指を下にして止めを刺すよう求めたという。こと後者は西洋でははっきりとした敵意のイメージを相手に与える動作として使われている。ゆえに、西洋でむやみにこれを使うと人間関係が破壊されることもある。
中世の日本では「おほゆび（大指）」と呼ばれ、江戸時代に「おやゆび」の用例が見られるようになった。親指の呼称が定着したのは明治時代以後のことである。
日本のボディーランゲージでは、親指は「男」を意味する。日本手話でも「男」または「彼（三人称の代名詞）」）という意味で使われる。
「霊柩車を見た時は親指を隠す」「野犬に吠えつかれた時は親指を隠す」など、俗信の対象ともなる。
建築現場では、クレーンの合図に使われる。上の画像のように親指以外の4指を握り親指を上へ向けた形で腕を上下させて見せると「クレーンの主ジブ（親ジブ）を上げよ」の意味、親指を下へ向けて同じ動作をすると「クレーンの主ジブを下げよ」の意味になる。
YouTubeでは、動画に対して、親指を上に向けたアイコンを「良い評価」、親指を下に向けたアイコンを「悪い評価」としており、このアイコンをクリックして動画の評価を送る事が可能である。